# Ернст Август I (Хановер)
Ернст Август I (на немски: Ernst August I fon Hannover; * 5 юни 1771, Лондон; † 18 ноември 1851, Хановер) от род Велфи, е от 1837 г. крал на Хановер, херцог на Брауншвайг-Люнебург, а от 1799 г. първият херцог на британските Камберленд и Тевиотдале и еарл на Армаг.

## Произход и военна кариера
Принц Ернст Август е роден през 1771 г. в Бъкингамския дворец. Той е петият син и осмото дете на крал Джордж III (1760 – 1820), крал на Великобритания и Ирландия, и на кралица София Шарлота (1744 – 1818).
Ернст Август отива през лятото на 1786 г. заедно с братята си принц Август Фридрих и принц Адолф Фридрих да следва в Гьотинген под наблюдението на Георг Кристоф Лихтенберг. През 1791 г. той и брат му принц Адолф Фридрих влизат в хановерската войска, за да получат военно обучение от фелдмаршал Вилхелм фон Фрайтаг. Ернст изучава кавалерия и тактика чрез хауптман фон Линсинген от леките драгуни. Само след два месеца той е номиниран на ритмайстер (хауптман на кавалерията).
През март 1792 г. Ернст Август става оберст на 9. хановерски леки драгуни и през декември 1793 г. е командир на 1. кавалерийска бригада. През Първата коалиционна война (1792 – 1797) той е стациониран във Фландрия и служи при по-големия си брат Фридрих Август, херцог на Йорк. Той загубва през 1794 г. лявото си око. През 1798 г. Ернст Август е повишен на генерал-лейтенант. На 29 март 1801 г. става фелдмаршал, а през 1803 г. – генерал.

## Първи херцог на Кумберланд и Тевиотдале. Брак
На 29 август 1799 г. крал Джордж III прави принц Ернст Август на 1. херцог на Кумберланд и Тевиотдале и на еарл на Армаг.
Той е приет през 1796 г. в Англия в масонството. От 1828 г. той е велик майстор на основаната от него Велика ложа Хановер.
На 29 май 1815 г. Ернст Август се жени в Нойщрелиц за братовчедката си принцеса Фридерика (* 2 март 1778, † 29 юни 1841), дъщеря на Карл II (1741 – 1816), велик херцог на Мекленбург-Щрелиц, и първата му съпруга Фридерика Каролина Луиза фон Хесен-Дармщат (1752 – 1782). Тя е вдовица на принц Фридрих Лудвиг Карл фон Прусия (1773 – 1796), през 1798 г. забременява и за да се избегне скандал се омъжва на 10 декември 1798 г. за принц Фридрих Вилхелм фон Золмс-Браунфелс (1770 – 1814). Вторият ѝ брак е нещастен и преди да се разведе принц фон Золмс-Браунфелс умира внезапно от удар. Шарлота има осем деца от предишните си бракове, от които шест довежда в нейния трети брак. От брака ѝ с херцог Ернст Август се раждат други три деца, от които само едно оживява, един син, бъдещият крал Георг V фон Хановер (1819 – 1878).

## Крал на Хановер
Английският крал Уилям IV умира без наследник на 20 юни 1837 г. и на 66 години Ернст Август става крал на Хановер и херцог на Брауншвай-Люнебург вместо Виктория.
Ернст Август умира на 18 ноември 1851 в Хановер. Той е погребан в мавзолея на Велфите (построен през 1847 г. от дворцовия майстор Георг Лудвиг Фридрих Лавес в Берггартен в Хановер), както неговата кралица Фридерика.